# David Rockefeller
David Rockefeller (12. červen 1915 New York – 20. března 2017 New York) byl americký podnikatel a patriarcha rodiny Rockefellerů.
David Rockefeller byl nejmladší syn Johna D. Rockefellera Jr., syna zakladatele ropné společnosti Standard Oil a donátora Rockeffelerovy nadace. Byl jedním ze zakladatelů Trilaterální komise a skupiny Bilderberg. Podporoval Římský klub a po vzoru svého otce spravoval nadále Rockefellerovy fondy, známé např. financováním založení OSN, jemuž věnovaly pozemky pro stavbu a peníze na vybudování jejich ústřední budovy v New Yorku. Dle časopisu Forbes byl jedním z nejbohatších lidí světa.

## Vyznamenání a ocenění

### Státní vyznamenání
- rytíř Řádu čestné legie – Francie, 1945[3]
- Legion of Merit – Spojené státy americké, 1945[3]
- komtur Řádu Jižního kříže – Brazílie, 1956[4]
- velkodůstojník Řádu zásluh o Italskou republiku – Itálie, 13. června 1972[5]
- Řád posvátného pokladu I. třídy – Japonsko, 1991
- Prezidentská medaile svobody – Spojené státy americké, 1998[6]
- velkokříž Řádu čestné legie – Francie, 2000[7]
- komtur Řádu koruny – Belgie
- rytíř Národního řádu cedru – Libanon
- Řád aztéckého orla III. třídy – Mexiko
- velký záslužný kříž s hvězdou Záslužného řádu Spolkové republiky Německo
- Řád Manuela Amadora Guerrera – Panama
- velkokříž Řádu peruánského slunce – Peru
- Řád bílého slona I. třídy – Thajsko
- Army Commendation Medal – USA
- rytíř Řádu Francisca de Mirandy – Venezuela

### Nestátní ocenění
- George C. Marshall Foundation Award – 1999[8]
- Andrew Carnegie Medal of Philanthropy – 2001[9]
- Synergos Bridging Leadership Award – 2003[10]